# Ullerup (Sønderborg Kommune)
 For alternative betydninger, se Ullerup. (Se også artikler, som begynder med Ullerup)
Ullerup (tysk: Ulderup) er en landsby i Sønderjylland med 392 indbyggere  (2024), beliggende ca. 10 kilometer nord for Sønderborg i Ullerup Sogn på Sundeved. Landsbyen ligger i Sønderborg Kommune og tilhører Region Syddanmark.
Indtil 2007 var Ullerup en del af Sundeved Kommune og hjemsted for kommunens rådhus.
Ullerup Kirke er en romansk kirke fra omkring 1200. Skibet og koret er fra den første tid. Skibet er nogenlunde uforandret, mens koret er ændret. Kirkens seks meter høje mure er udvendig tilhugget af kvadersten, indvendigt af marksten. Taget var oprindeligt tegldækket, senere blytækket og nu tegldækket. Kirketårnet fra 1902, har et spir dækket med skifer.

Familiekollektivet Nøddebo ved siden af kirken, blev oprettet i 1992. Nøddebo er et hjem for 8 sindslidende mellem 18 år og opefter.
Ullerup Frivillige Brandværn havde ved starten i 1933 23 aktive brandmænd og i nutiden ca. 30. Værnet varetager sammen med Vester Sottrup Frivillige Brandværn redningsberedskabet i Sundeved. Der er ca. 20-30 årlige alarmeringer, 2-4 større brande, 1-2 bil og traktorbrande, og ca. 2 forureningsopgaver.
Blikkenslagerfirmaet Witt & Søn blev grundlagt i 1950 af Walter Witt. 1997 overtog Michael Witt familiefirmaet efter af faderen Uwe. Firmaet beskæftiger seks medarbejdere og har specialiseret sig i installeringen og serviceringen af gaskedler, træpillefyr og traditionelle VVS-opgaver.
Ullerups eneste dagligvareforretning er kiosken ved tankstationen ved Ullerup rundkørsel.
2011 blev der etableret en pizzarestaurant i den tidligere kro overfor kirken.

## Historie
Ved en udgravning i sommeren 2010 af en jernalderbebyggelse ved Rosenvej gjorde Arkæologi Haderslev et overraskende fund. Udgravningen viste spor efter et hus fra bondestenalderen (ca. 2000 f.Kr.), et såkaldt midtsulehus. Stolpehullerne i huset var foret med granitsten. Endvidere blev fire huse fra overgangen mellem romersk jernalder og germansk jernalder (200-400 e.Kr.), fundet. Alle husene lå lige syd for et gammelt vandhul. Der blev endvidere fundet spor af en keramikovn, formentlig fra overgangen mellem bronzealder og førromersk jernalder (600 -300 f.Kr.).
I Avnbøl Sned findes 2 gravhøje i skovens nordvestlige ende samt en langdysse i den sydvestlige del.
Ullerup nævnes første gang i middelalderen som Ugeltorp, det vil sige en mindre by, grundlagt af en mand ved navn Ulge. Senere blev Ugeltorp kaldt Ugelrup. Avnbøllund, som lå længere i øst, over imod Sottrup Kirke, må være opstået ved udflytning fra Avnbøl til en oprindelig skovegn; byen kaldes i de ældste jordebøger kun „i lunden“, bønderne „de Lundebo mænd“. Svarende til det nærliggende Kålund var her en Kåsmose med en vandmølle. Lunden og Kålund havde tilsammen ca. 40 gårde, medens Ullerup kun havde 13, bliver det sandsynligt, at Avnbøl er det oprindelige midpunkt for bebyggelsen, medens Ullerup er en senere aflægger; det samme fremgår af modsætningen mellem et „bøl“ og et „torp.
Hertug Philip af Sønderborg-Glücksborg (1564-1663), søn af hertug Hans den yngre, lod i 1633 hovedbygningen på Lundsgård vest for Vester Sottrup nedrive, og opførte af materialerne sydøst for Ullerup på en kunstig høj Philipsborg. Bygningerne var omgivet af en grav og bestående af 3 huse samt staldbygninger. Endnu før 1700 blev slottet nedbrudt. Det nuværende Philipsborg ligger umiddelbart øst for voldstedet. Stuehuset er opført i 1897 af Mathias Christiansen.
Under den 2. Slesvigske Krig besatte preussiske soldater i 1864 landsbyerne på Sundeved. Den 10. februar blev Ullerup besat af et infanteriregiment. Den preussiske hær havde planlagt en overgang til Als i slutningen af marts med færgestedet Ballebro som udgangspunkt. For at undgå at den danske hær fik oplysninger om den forestående overgang blev ca. 300 borgere i nærheden af Ballebro interneret fra slutningen af marts til de første dage af april i den uopvarmede Ullerup Kirke. I alle huse og gårde i Ullerup blev der indkvarteret preussiske soldater. Selve planen om overgang fra Ballebro til Als blev dog opgivet, grundet høje bølger på Als Fjord. Først natten til den 29. juni fandt overgangen sted fra Sottrupskov over Als Sund til Arnkil.
Ullerup har haft en omskiftelig tilværelse mellem dansk og tysk.
Nicolai Laurentius Feilberg var en dansk præst der i 1831 blev gift med Conradine Antionette Caroline, født Købke. Hun døde i Ullerup og ligger begravet på Ullerup kirkegård. Han giftede sig senere med Bolette Christine Rørdam (1815-1887). Da Prøjsen vandt krigen 1864, blev danske øvrighedspersoner afskediget. 1920 efter genforeningen, skete det modsatte. Ullerup søgte danske lærere, blandt dem var lærerparret Anders og Mette Knudsen. De fik fordele ved at flytte fra Esbjerg til Ullerup.
Omkring 1900 havde Ullerup 23 forskellige håndværkere. I hvert hus boede der en håndværker eller en arbejder-familie. Dertil kom de handlende, kromændene og enkelte andre næringsdrivende. De boede i et samfund, der overvejende var afhængig af landbruget.
Ullerup Mølle opført 1899 af møller Chr. Johansen, var en hollandsk vindmølle. 1906 solgte han den til Heinrich Petersen, som i 1912 solgte den til møller Thomsen. Efter flere ejere overtog møller Peter Madsen møllen i 1927. Han døde kort tid efter og møllen overgik til faderen Nicolai Madsen, Avnbøl Mølle, der 1932 overdrog den til sønnen Nicolai Madsen, der drev den indtil den blev nedlagt i 1958.
Ullerup Mejeri blev stiftet i 1874 som et fællesmejeri af syv bønder i Ullerup med forhenværende skolemester Dau som forpagter. Forpagteren tog sig ikke af den daglige mejeridrift, hans opgave var at passe bogholderiet, sælge smørret og osten og ikke mindst tage sig af mejerigårdens svinebesætning. Ved mejeriets start modtog man mælk fra cirka 150 køer. 1876 købte Dau mejeriet og drev det som et privatmejeri. 1885 omdannede Dau sit mejeri til et aktiemejeri, som 1894 blev til Ullerup Andelsmejeri. Indtil 1894 var Marie Pedersen ansat som mejerske og hun klarede sammen med sine kvindelige medhjælpere den daglige drift. Den første mejeribestyrer fra 1894 til 1906 var Jørgen Hansen. 1941 blev mejeriet nedlagt og de tidligere leverandørers mælk kom til mejerierne i Blans og Avnbøl. I en kort periode blev mejeriet brugt som et privat ostemejeri.
 Avnbøl-Ullerup Skole blev opført i 1951/52 og indviet den 10. oktober samme 1952. Byggeriet af skolen og lærerboliger, anlæg af sportsplads kostede i alt 750.000 kroner. 1959 nedlagde sognerådet Bojskov Skole, og eleverne herfra blev overført til Avnbøl-Ullerup skole. Beboerne i Bojskov fremtvang et løfte fra sognerådet om, at børnene fra Bojskov blev transporteret i skolebus til den nye skole. Endvidere skulle skolens navn ændres til Bakkensbro Skole, så navnet ikke alene signalerede tilhørsforhold til Avnbøl og Ullerup. 1961 blev skolen udvidet med 5 klasseværelser, folke- og skolebibliotek og fysiklokale. 2008 overtog Nydamskolen 7. klasse, så Bakkensbro skole herefter havde ca. 100 elever fordelt fra 0 til 6 klasse. Den 28. juni 2013 mødte alle Bakkensbro Skoles elever og ansatte for sidste gang på den lille folkeskole. 97 af eleverne og de fleste af lærerne blev overflyttet til Nydamskolen i Vester Sottrup.
Ullerup Børnegård var en børnehave med børn i alderen 2 til 6 år, som den 1. august 2014 blev nedlagt.

## Natur
Skoven Avnbøl Sned ca. 1,5 km vest for Ullerup har et areal på 44 ha. Den er hovedsageligt bevokset med bøg, men også med lidt eg, ask,ær og bambus. Terrænet er bølget med flere fugtige lavninger. Indtil ca. år 1920 var der en danseplads i skoven. Her rejste man hvert år telt og festede. I 2010 genskabte Naturstyrelsen i samarbejde med Avnbøl-Ullerup Landsbylaug en ny danseplads i skoven med borde, bænke og bålsted.

## Kendte personer
- Anders Bondo Christensen født 16. marts 1959 i Ans) var formand for Danmarks Lærerforening (DLF) og formand for Kommunale Tjenestemænd og Overenskomstansatte. Bondo er bosiddende i Ullerup.